# Ринкон де ла Викторија
Ринкон де ла Викторија (шп. Rincón de la Victoria) град је у Шпанији у аутономној заједници Андалузија у покрајини Малага. Према процени из 2017. у граду је живело 44 003 становника.

## Становништво
Према процени, у граду је 2017. живело 44 003 становника.
| 1970. | 1981. | 1991.  | 2000.  | 2010.  | 2017.  |
| ----- | ----- | ------ | ------ | ------ | ------ |
| 6.061 | 7.935 | 13.007 | 23.029 | 39.922 | 44.003 |